# وست‌لینک، ویچیتا، کانزاس
وست‌لینک (به انگلیسی: Westlink) یک منطقهٔ مسکونی در ایالات متحده آمریکا است که در ویچیتا، کانزاس واقع شده‌است. وست‌لینک ۶٬۳۱۷ نفر جمعیت دارد و ۴۰۷٫۲۲ متر بالاتر از سطح دریا واقع شده‌است.